# Neues Palais (Darmstadt)
Le Neues Palais (en français : Nouveau Palais) ou Palais du Prince-Louis était un bâtiment de style néo-Renaissance construit dans le centre-ville de Darmstadt, en Hesse) en 1864-1865 et détruit par un raid aérien durant la Seconde Guerre mondiale.
Édifié par l'architecte Konrad Kraus (de) à la demande de la reine Victoria du Royaume-Uni, le Neue Palais est la résidence principale du grand-duc Louis IV et de son épouse, la princesse Alice du Royaume-Uni, durant leur règne. Transmis à leur fils le grand-duc Ernest-Louis, il reste sa propriété après la proclamation de la République, en 1918. 
Utilisé comme siège de la Gestapo entre 1940 et 1944, le bâtiment est bombardé par les Alliés à la fin de la Seconde Guerre mondiale. Fortement endommagé, ses ruines sont finalement rasées en 1955 afin de créer la Georg-Büchner-Platz (de). Quelques années plus tard, en 1972, les anciens jardins du palais sont détruits pour laisser place au théâtre de Darmstadt.